# しおかぜウサギ
しおかぜウサギはシルバニアファミリー(Sylvanian Families)の仲間で、神奈川県横浜市とWEB上で発売されているドールハウスのキャラクター名称である。

## イベント『シルバニアファミリー よこはま物語』とは
- イベント内容は、主にちいさな子供のいるファミリー層を対象とした、キャラクター（着ぐるみ）によるパフォーマンス（等身大体験）、バラエティショー・ミュージカルの誘致、プレゼント・抽選会の実施、商品販売等となっており、2009年に開催された横濱開港150周年記念EXPO開国博Y150の際は、その記念事業としても認定された。

- 尚『シルバニアファミリー』は2010年に生誕から25周年を迎えた、コアなファンの多い根強い人気のキャラクターであり、エポック社のロングセラー商品である。このキャラクターが神奈川県横浜市の「みなとみらい地区」を中心とした場所に登場するイベント『よこはま物語』は、毎年の恒例イベントとして定着した感のあるイベントとなっている。

## “しおかぜウサギ”ファミリーとは
- イベント『よこはま物語』の好評を受けて、横浜限定のシリーズ商品として開発されたキャラクターが“しおかぜウサギ”ファミリー。シルバニアファミリーは、その背景にあるストーリーや、それぞれのキャラクターの性格が事細かに設定されており、知名度の割にはいわゆる“ご当地キャラクター”は少なく、ゆえに“しおかぜウサギ”は稀少性のあるタイプである。

## その他の“ご当地シルバニアファミリー”
- “ののはなウサギ”・・・・・ぐりんぱ（シルバニアビレッジ）（静岡県裾野市）
- “はなぞのウサギ”・・・・・かしいかえん（シルバニアガーデン）（福岡県福岡市）
- “ラベンダーウサギ”・・・・おもちゃのヨシダ内「たいせつの丘」（北海道旭川市）

※シルバニアファミリーの中でも人気が高いキャラクターは「ウサギ」であるため、“しおかぜウサギ”を含め、他のご当地キャラクターも全てウサギとなっている。